# Michael Govan
Michael Govan (geboren 1963 in North Adams (Massachusetts)) ist ein amerikanischer Kunsthistoriker. Er ist seit 2006 Direktor des Los Angeles County Museum of Art. Zuvor leitete er die Dia Art Foundation und war stellvertretender Direktor des Solomon R. Guggenheim Museum in New York.

## Familie und Ausbildung
Govan kam 1963 als Sohn von Emilia und James (Jim) Govan in North Adams im US-Bundesstaat Massachusetts zur Welt und wuchs in Arlington nahe Washington, D.C. auf. Seine Eltern waren an religiöser Volkskust interessiert und sammelten Krippen. Diese Sammlung stifteten sie dem Loyola University Museum of Art in Chicago. In Arlington besuchte Govan ebenso wie sein Bruder Stephen zunächst eine kirchliche Grundschule. Bereits auf der weiterführenden Middle School fiel sein künstlerisches Talent auf, als er dort bei einem Kunstwettbewerb den ersten Preis erlangte. Zur neunten Klasse wechselte er an die Sidwell Friends School in Bethesda (Maryland). Hier erkannte einer seiner Lehrer ebenfalls seine künstlerische Begabung. 1981 schloss er seine Ausbildung an der Sidwell Friends School ab.
Govan studierte Kunst und Kunstgeschichte am Williams College in Williamstown (Massachusetts). Dort lerne er den Kunsthistoriker Thomas Krens kennen, der zu dieser Zeit das Williams College Museum of Art leitete. Govan begann für das Museum zu arbeiten und wirkte bei der Erstellungen von Katalogen mit. Noch während seines Studiums konnte er für das Museum seine erste Ausstellung kuratierten. 1985 schloss er sein Studium am Williams College mit einem Bachelor of Arts ab. Anschließend wechselte er an die University of California, San Diego als Graduate School. 1988 brach er sein dortiges Studium ab, um für das Solomon R. Guggenheim Museum in New York zu arbeiten. Govan ist verheiratet und hat zwei Kinder.

## Museumstätigkeit für das Guggenheim Museum und die Dia Art Foundation
Nachdem Thomas Krens 1988 zum Direktor des Solomon R. Guggenheim Museum berufen wurde, folgte ihm Govan, der ihn vom Williams College kannte, nach New York. Govan wurde sein Stellvertreter und blieb für sechs Jahre in dieser Position. In die gemeinsame Zeit von Krens und Govan fällt der Bau und die Eröffnung des Guggenheim-Museums in Bilbao, Nach Venedig der zweite europäische Standort der Solomon R. Guggenheim Foundation. Darüber hinaus leitete Govan nach umfassender Renovierung die Neugestaltung der Daueraustellung im New Yorker Stammhaus.
Von 1994 bis 2006 war Govan Präsident und Direktor der Kunststiftung Dia Art Foundation in New York City. In dieser Zeit leitete er den Umbau einer Nabisco-Kartonfabrik in Beacon im New Yorker Hudson Valley in das 28.000 Quadratmeter große Museum der Stiftung Dia:Beacon, welches seither die Sammlung der Stiftung mit Werken von den 1960er Jahren bis zur Gegenwart beherbergt. Kritisiert wurde, dass im Gegenzug 2004 das Gebäude der Stiftung in Manhattan in der West 22nd Street geschlossen wurde. Unter seiner Leitung verdoppelte sich nahezu der Umfang der Sammlung. Während seiner Zeit bei der Dia Art Foundation arbeitete Govan eng mit den verschiedenen Künstlern zusammen. Er unterstützte leidenschaftlich die Land-Art-Projekte Roden Crater von James Turrell und City von Michael Heizer, die im amerikanischen Südwesten entstanden. Govan setzte sich bei der US-Regierung erfolgreich dafür ein, dass die 280.000 Hektar (704.000 Acres) großen Gebiete in Zentralnevada, die City umgeben, 2015 zum Basin and Range National Monument erklärt wurden.

## Direktor des Los Angeles County Museum of Art
Im Februar 2006 wurde Govan zum Geschäftsführer und Direktor (Wallis Annenberg Director) des Los Angeles County Museum of Art (LACMA) berufen. Govan erklärte hierzu, dass ihn die Aufgabe besonders interessiert habe, da das Museum eine noch relativ junge Institution sei und sich abseits ähnlicher Museen an der Ostküste der Vereinigten Staaten oder in Europa liege. In seine Amtszeit fällt sowohl die umfangreiche Erweiterung der Sammlungen um mehr als 27.000 Arbeiten, wie auch die beinahe Verdoppelung der Ausstellungsflächen. Dies war möglich durch den 2008 fertiggestellten Bau des neuen Gebäudeflügel für zeitgenössische Kunst Broad Contemporary Art Museum und des 2010 eingeweihten Ausstellungsgebäudes Lynda and Stewart Resnick Exhibition Pavilion, beide entworfen von Renzo Piano. In seinen ersten drei Amtsjahren steigerte Govan die Spendeneinnahmen des Museums auf 251 Millionen Dollar, das waren 100 Millionen mehr als in den drei Jahren zuvor. Zudem konnte er die Besucherzahlen stetig steigern. Govans Arbeit wurde entsprechend gelobt, beispielsweise 2013 von Christina Binkley im Wall Street Journal.
Seit seiner Museumsarbeit arbeitete Govan wiederholt bei der Gestaltung von Ausstellungen mit verschiedenen Künsltern zusammen. Beispielsweise konnte er 2006 John Baldessari dazu gewinnen, eine Ausstellung für den belgischen Surrealisten René Magritte zu gestalten. Baldessari entwarf zudem das neue Logo des LACMA. Weiterhin beauftragte Govan den kubanisch-amerikanischen Künstler Jorge Pardo mit der Präsentation der altamerikanischen Museumssammlung.
Darüber hinaus erwarb das Museum unter Govans Leitung mehrere großformatig Kunstwerke für den Außenbereich. Dazu gehört die 2008 errichtete Skulptur Urban Light von Chris Burden, die aus einer Gruppe von 202 alten Straßenlaternen aus Los Angeles besteht und an der Straßenfront des Wilshire Boulevard zu einem markanten Zeichen des Museums geworden ist. Aus demselben Jahr stammt die Installation Untitled (Shafted) von Barbara Kruger, die den Fahrstuhlschacht des Broad-Contempory-Gebäudes schmückt. Hinzu kommt das Projekt Primal Palm Garden von Robert Irwin, bei dem er 2010 auf dem Gelände des Museums 150 Palmen in verschiedenen Gruppen pflanzen ließ und die Installation Levitated Mass von Michael Heizer von 2012, bei der ein mehr als 300 Tonnen schwerer Felsbrocken über einen künstlichen Schacht im Museumspark entlang der 6th Street platziert wurde.
Seit 2013 leitet Govan die Umgestaltung des ursprünglichen Museumscampus. Die bestehenden Gebäude aus den 1960er Jahren sowie das zentrale Eingangsgebäude aus den 1980er Jahren wurden abgerissen um Platz für einen neuen Museumsbau zu schaffen. Der nach Plänen des Architekten Peter Zumthor entstandene Neubau soll 2026 eingeweiht werden. Kritiker bemängelten, dass der Neubau weniger Ausstellungsfläche bieten werde, als die zuvor abgerissenen Gebäude. Die Ahmanson Foundation, nach der eines der abgerissenen Gebäude benannt war, zog ihre Unterstützung für das Museum zurück. Das neue Gebäude trägt den Namen David Geffen Galleries nach dem Stifter David Geffen. Weiterhin gab es Kritik, als Govan die einzelnen kuratorischen Abteilungen des Museums auflöste. Im neuen Gebäude sollen die Kunstwerke stattdessen abteilungsübergreifend ausgestellt werden.
2018 wurde Govan in die American Academy of Arts and Sciences gewählt.